# Dener Gonçalves Pinheiro
Dener Gonçalves Pinheiro, genannt Dener, (* 12. April 1995 in Carapicuíba) ist ein brasilianischer Fußballspieler. Der Rechtsfüßer wird alternativ im defensiven oder zentralem Mittelfeld eingesetzt.

## Karriere
Dener startete seine Profilaufbahn 2008 beim Figueirense FC in Florianópolis. Bei dem Klub schaffte er 2013 den Sprung in die erste Mannschaft. Sein erstes Spiel als Profi bestritt er am 13. Juli 2013 in der Série B. Gegen Atlético Goianiense stand er in der Startelf. In der Saison folgten noch sieben weitere Einsätze in der Liga und einer im Copa do Brasil. Am Ende der Saison wurde Figu Tabellenvierter in der Liga und erreichte dadurch den Aufstieg in die Série A. Der Saisonstart 2014 begann für Figu mit dem Gewinn der Staatsmeisterschaft von Santa Catarina. In dem Wettbewerb lief Dener sechs Mal auf. In der folgenden Ligasaion 2014 kam Dener auch zu Einsätzen. Sein erstes Spiel in der Série A bestritt Dener am 16. Juli 2014, dem 10. Spieltag der Saison. Im Auswärtsspiel gegen den Coritiba FC stand er in der Startelf. In dem Spiel erhielt er in der 47. Minute eine gelbe Karte und wurde in der 64. gegen Nem ausgewechselt. Man schloss die Saison als 13. ab und sicherte somit den Klassenerhalt. 2015 konnte sein Klub den Titel in der Staatsmeisterschaft verteidigen. Dener kam hier zu 16 Einsätzen, im Copa do Brasil und der Liga zu 15.
Die Saison 2016 startete er mit seinem Klub wieder in der Staatsmeisterschaft und der Primeira Liga do Brasil 2016. Am 5. Mai 2016 wurde bekannt, dass Dener sich einen Kreuzbandriss im Knie zugezogen hatte und der für mindestens ein halbes Jahr ausfallen würde. Noch in der Saison 2017 bestritt er noch keine Spiele. Im März 2018 wechselte Dener zum Vila Nova FC nach Goiânia. Nachdem Dener in keinen Pflichtspielen für den Klub zu Einsätzen gekommen war, wechselte er Anfang des Jahres 2019 nach Japan. Er unterzeichnete einen Kontrakt bei Fagiano Okayama, mit welchem er in der J2 League antreten sollte. Nachdem er den Klub ohne Einsätze im März 2019 wieder verlassen hatte, erhielt er erst im November des Jahres einen neuen Vertrag.
Dener bekam für die Austragung der zweiten Liga der Staatsmeisterschaft 2020 einen Vertrag beim Sertãozinho FC. Im Mai des Jahres wechselte er zu Ferroviária. Anfang 2021 kehrte Dener zu Sertãozinho zurück, um mit diesem wieder in der zweiten Liga der Staatsmeisterschaft 2021 anzutreten. Im Anschluss an die Austragung der Staatsmeisterschaft ging das Wechselspiel weiter. Dener kehrte zu seinem Ausbildungsklub Figueirense. Mit dem Klub trat er in der Série C (15 Spiele, kein Tor) und im Staatspokal von Santa Catarina 2021 (9 Spiele, kein Tor) an. Im Pokal konnte Dener mit dem Klub den Titel feiern.
Zu Beginn der Saison 2022 wechselte Dener zu Hercílio Luz FC. Der Kontrakt war auf die Austragung der Staatsmeisterschaft von Santa Catarina 2022 beschränkt. Hier trat er in zwölf Partien an (kein Tor). Zur Meisterschaftsrunde ging er dann zu Marcílio Dias. Zunächst lief er für den Klub in der Série D 2022 auf. Im November konnte er mit dem Klub gegen seinen vorherigen Hercílio Luz den Staatspokal von Santa Catarina 2022 gewinnen. Im Dezember wurde bekannt, dass sein Vertrag nicht verlängert wird. 2023 spielte er für den Resende FC in einem Treffen des Copa do Brasil 2023 und elf in der Staatsmeisterschaft von Rio de Janeiro. Im Anschluss kehrte er zu Hercílio Luz zurück. Hier kam er zu neun Spielen in der Série D und dreien im Staatspokal von Santa Catarina.
Im Jahr 2024 startete Dener mit dem FC Cascavel in der Staatsmeisterschaft von Paraná in zwölf Spielen, einem im Copa do Brasil 2024 und acht in der Série D. Nach Beendigung dieser wechselte er zu Chapecoense und trat mit deren zweiten Mannschaft noch in drei Spielen im Staatspokal an. Für den Start ins Jahr 2025 erhielt er einen Kontrakt beim CA Votuporanguense.

## Erfolge
Figueirense
- Staatsmeisterschaft von Santa Catarina: 2014, 2015
- Staatspokal von Santa Catarina: 2021

Marcílio Dias
- Staatspokal von Santa Catarina: 2022